# تورج دهقانی زنگنه
تورج دهقانی زنگنه (زادهٔ ۱۳۳۷ در کرمانشاه) فرمانده نظامی، خلبان و مدیر ایرانی است. وی رئیس سازمان هواپیمایی کشوری بوده‌است.

## زندگی و فعالیت
دهقانی زنگنه در سال ۱۳۳۷ در کرمانشاه به دنیا آمد. او بعد از اخذ مدرک دیپلم با قبولی در آزمون خلبانی دوره‌های آموزشی را در ایالات متحده آمریکا گذراند و بعد از پیروزی انقلاب اسلامی به ایران بازگشت و با شروع جنگ ایران و عراق، در لباس رزم نیروی هوایی ارتش ایران در این جنگ شرکت کرد و یکی از خلبان‌های تاثیر گذار ایران در این دوران بود.
پس از پایان جنگ وی سمت‌های مختلفی را در ارتش ایران از جمله فرماندهی آشیانه جمهوری اسلامی از اوایل دههٔ ۱۳۸۰ تا اردیبهشت ۱۳۹۸ و همچنین سمت مشاور عالی فرماندهٔ کل ارتش را بر عهده داشت.
تورج دهقانی زنگنه از خلبانان باسابقهٔ ایران است و در پیشینهٔ او بیش از هشت هزار ساعت پرواز با انواع هواپیماها مانند ایرباس ۳۲۰ و ۳۴۰ دیده می‌شود.
وی یکی از بنیانگذاران شرکت هواپیمایی معراج بود و در سال ۱۳۸۹ توانست مجوز این شرکت هواپیمایی را از سازمان هواپیمایی کشوری دریافت نماید و با سمت مدیر عاملی به فعالیت در این شرکت بپردازد. شرکتی که در بدو فعالیت به دو قسمت تشریفاتی و مسافری تقسیم گردید که ناوگان تشریفاتی در اختیار دولت ایران است و ناوگان مسافری آن به نقاط مختلف ایران و سایر کشورها پرواز دارد. در خرداد سال ۱۳۹۷، دولت آمریکا این شرکت و تورج دهقانی، مدیر عامل آن را به همراه چند شرکت هواپیمایی دیگر ایرانی در فهرست تحریم خود قرار داد. استیو منوچین، وزیر خزانه‌داری آمریکا، دربارهٔ دلایل این تحریم‌ها گفت: «تحریم‌شدگان با اقدامات خود به نیروی قدس سپاه پاسداران و رژیم ایران در انتقال سلاح، پول و نیروی نظامی به عوامل خود در منطقه، مانند حزب‌الله، کمک کرده و رژیم بشار اسد را تقویت کرده‌اند».
طبق اعلام سازمان هواپیمایی کشوری در سال ۱۳۹۳ شرکت معراج توانسته بود در دوران مدیریت وی کمترین تأخیرات پروازی را در میان شرکت‌های هواپیمایی دیگر ایران داشته باشد.
زنگنه از مدیران صنعت هوانوردی و چندین سال رئیس انجمن شرکت‌های هواپیمایی نیز بوده است. وی در اردیبهشت ۱۳۹۸ از سوی هیئت دولت ایران به ریاست ایران ایر منصوب گشت و جانشین فرزانه شرفبافی در این سمت شد.
زنگنه در ۱۵ مرداد ۱۳۹۹ با موافقت هیئت دولت به ریاست سازمان هواپیمایی کشوری منصوب شد. او جانشین علی عابدزاده در این سمت شد و با تصویب دولت ایران، علیرضا برخور نیز جانشین وی در جایگاه مدیر عاملی ایران ایر شد.